# Монастир Святого Франциска (Москва)
Монастир Святого Франциска Ассізького в Москві — католицький монастир, один з п'яти францисканських монастирів в сучасній Росії. Розташований за адресою: Шмітовський проїзд, б. 2А.
Дозвіл на будівництво францисканського монастиря в Москві дав ще в 1705 році Петро I. Завдяки цьому в XVIII столітті в Москві сформувалася і деякий час проіснувала невелика францисканська громада.
З серпня 1993 року в Москві відкрито місію конвентуальних францисканців і францисканська громада, а з 30 березня 1996 року діє монастир Св. Франциска Ассізького, що належить ордену  францисканців-конвентуалів (OFM Conv). Гвардіан (настоятель монастиря) - брат Адам Новак. 21 лютого 2001 рішенням Генерального капітулу Ордену три російських францисканських монастиря (в Москві, Санкт-Петербурзі і Калузі) підпорядковані Російській генеральній кустодії Св. Франциска Ассізького. 